# Шефская улица (Екатеринбург)
Ше́фская улица — магистральная улица в жилых районах (микрорайонах) «Эльмаш» и «Аппаратный» Орджоникидзевского административного района Екатеринбурга.

## Расположение и благоустройство
Улица проходит с юго-востока на северо-запад. Начинается от Егоршинского подхода и заканчивается, переходя в улицу Бакинских Комиссаров. Пересекается с улицами Фронтовых Бригад, Корепина, Краснофлотцев, Баумана, Энтузиастов, Лобкова, Красных Командиров, Войкова, Фрезеровщиков, Совхозной. Слева на улицу выходит Тепличная улица, справа — улицы Аппаратная, Промышленный проезд, Изумрудный переулок, Кобозева, Ульяновская, Серпуховский переулок.
Протяжённость улицы составляет около 6,7 км. Ширина проезжей части — около 12 м (по две полосы в каждую сторону движения). Улица оборудована светофорами, тротуарами и уличным освещением. Нумерация домов начинается от улицы Блюхера.

## История
Возникновение улицы связано с формированием и развитием соцгородка «Уралмашзавода» в 1930-х годах, позднее часть городка восточнее Пышминского тракта (современного проспекта Космонавтов) расширилась и обособилась в отдельный микрорайон (жилой район) «Эльмаш».
Улица впервые обозначена как существующая на плане Свердловска 1939 года, к этому моменту она была застроена на участке между улицами Фрезеровщиков и Войкова. К 1947 году, судя по городскому плану этого года, застройка продвинулась к югу до улицы Красных Командиров.
Современная улица застроена преимущественно многоэтажными жилыми домами типовых серий этажностью от 5 до 22 этажей (встречаются и малоэтажные дома), застройка южной и, частично, северной частей улицы — промышленно-складская.

## Транспорт
Автомобильное движение на всей протяжённости улицы двустороннее.
Улица является частью условного малого кольца, обеспечивающего транспортный поток в обход центральных районов города и состоящего из Егоршинского подхода, улиц Шефской, Бакинских Комиссаров, Донбасской, Бебеля, Токарей, Серафимы Дерябиной и других. С введением в эксплуатацию в 2002—2009 годах различных участков Екатеринбургской кольцевой автодороги (ЕКАД), обеспечивающих обход транзитного транспорта вокруг города с востока, транспортный поток по улице был значительно разгружен.

### Наземный общественный транспорт
Улица является важной городской транспортной магистралью. По улице осуществляется автобусное движение, ходят маршрутные такси, а также проложена линия Верхнепышминского трамвая.

### Ближайшие станции метро
В 0,7 км к западу от перекрёстка улицы Шефской и Фрезеровщиков находится станция 1-й линии Екатеринбургского метрополитена  «Проспект Космонавтов», в 1,4 км к западу от перекрёстка с улицей Баумана — станция  «Уралмаш», в 2,17 км к западу от перекрёстка с улицей Фронтовых Бригад — станция  «Машиностроителей».